# The Beatles with Tony Sheridan & Guests
The Beatles with Tony Sheridan & Guests era un americano álbum con "Cry for a Shadow", una canción grabada por The Beatles en Hamburgo en 1961, con cinco temas grabados en Hamburgo en 1961, en la que The Beatles siempre pone la música de fondo para el vocalista Tony Sheridan , algunos de los cuales habían sido publicados en Alemania bajo el nombre de "Tony Sheridan and The Beat Brothers", porque la palabra "Beatles" sonaba demasiado parecido a "peedles", una palabra grosera en alemán. El álbum se completó con seis grabaciones publicadas anteriormente por el grupo de la sesión estadounidense The Titans. Empaquetado en un intento por capitalizar el éxito de los Beatles, el disco fue un éxito moderado, ya que el álbum alcanzó el puesto # 68 sólo en el Billboard album chart. Fue lanzado por MGM Records , tanto en mono (número de catálogo E-4215) y recanalizada estéreo (SE-4215.)
MGM aumentó las seis pistas de Sheridan/Beatles con seis pistas instrumentales de la Davis Danny y The Titans, un grupo de músicos de sesión de Nueva York en torno guitarrista Bill Mure . The Titans también incluyó Don Lomond en la batería, Dick Hickson en trombón bajo, y Milt "The Judge" Hinton en el bajo. Las seis pistas de The Titans habían sido publicadas anteriormente en el álbum Let's Do the Twist for Adults publicado por MGM en 1961, . (En la versión original, las canciones "Flying Beat", "Rye Beat", "Summertime Beat" y "Happy New Beat" se titula originalmente, "Flying Twist", "Rye Twist", "Summertime Twist" y "Happy New Year Twist".)

## Lista de canciones

### Lado uno
Todas las actuaciones son de The Beatles y Tony Sheridan, excepto donde indique lo contrario: 
1. "My Bonnie"
2. "Cry for a Shadow" (instrumental) (interpretada por The Beatles)
3. "Johnson Rag" (interpretada por The Titans)
4. "Swanee River" (También conocida como "The Old Folks at Home")
5. "Beat Flying" (También conocida como "The Man on the Flying Trapeze") (interpretada por The Titans)
6. "Darktown Strutters' Ball" (interpretada por The Titans)

### Lado dos
Todas las actuaciones son de The Titans a menos que se indique lo contrario:
1. "The Saints" (interpretada por The Beatles con Tony Sheridan)
2. "Rye Beat" (también conocida como "Comin' Thru the Rye")
3. "You Are My Sunshine" (interpretada por The Beatles con Tony Sheridan)
4. "Summertime Beat" (También conocida como "In the Good Old Summertime")
5. "Why" (Interpretada por The Beatles con Tony Sheridan)
6. "Happy New Year Beat" (También conocido como "Auld Lang Syne")

- Datos: Q7716140